# Kastanjekronad skogssångare
Kastanjekronad skogssångare (Basileuterus delattrii) är en fågelart i familjen skogssångare inom ordningen tättingar.

## Utbredning och systematik
Fågeln förekommer från södra Guatemala till norra Colombia och västra Venezuela. Den delas in i tre underarter med följande utbredning:
- Basileuterus delattrii delattrii – södra Guatemala till centrala Costa Rica
- Basileuterus delattrii mesochrysus – södra Costa Rica till norra Colombia och västra Venezuela
- Basileuterus delattrii actuosus – Coibaöarna utanför södra Panama

Arten behandlas traditionellt som en del av rostkronad skogssångare, men urskiljs sedan 2021 som egen art efter studier som visar på skillnader i läten, ekologi och i viss mån utseende.

## Status
IUCN erkänner den ännu inte som god art, varför dess hotstatus inte formellt bedömts.